# 허드서커 대리인
《허드서커 대리인》(영어: The Hudsucker Proxy)는 1994년에 개봉한 미국의 영화이다.

## 줄거리
1958년 12월, 먼시인디애나 출신의 경영대학원 졸업생 노빌 반스는 일자리를 찾기 위해 뉴욕에 도착한다. 그는 경험 부족으로 어려움을 겪고 대기업 허드서커 산업의 우편물 관리자가 된다. 얼마 지나지 않아 회사의 설립자이자 사장인 워링 허드서커는 사업 회의 중에 갑자기 최상층 창문에서 자살한다.
그 후, 회사의 이사회의 무자비한 구성원인 시드니 J. 머스버거는 허드서커 산업의 정관에 따라 허드서커의 주식이 대중에게 판매되어야 한다는 것을 알고, 명백히 무능한 사장을 고용하여 사업을 운영함으로써 주가를 일시적으로 하락시켜 회사의 지배권을 매입하려는 계획을 제안한다.
우편물실에서 노빌은 머스버거에게 "파란 편지"를 전달하라는 지시를 받는다. 이 편지는 허드서커가 죽기 직전에 보낸 일급 비밀 통신이었다. 그러나 노빌은 편지를 전달하지 않는다. 대신 그는 머스버거에게 자신이 발명한 것을 설명한다 (단순한 원 그림과 "알잖아: 아이들을 위한 거야"라는 알 수 없는 설명 외에는 다른 설명이 없음). 노빌을 바보라고 생각한 머스버거는 그를 허드서커의 대리인으로 선택한다.
도시 건너편에서, 맨해튼 아거스 신문의 거만한 퓰리처상 수상 기자 에이미 아처는 노빌에 대한 기사를 쓰고 그가 어떤 사람인지 알아내라는 지시를 받는다. 그녀는 자신의 모교인 먼시 출신의 또 다른 절망적인 졸업생인 척하며 허드서커 산업에 그의 개인 비서로 취직한다.
어느 날 밤, 에이미는 단서를 찾기 위해 건물을 뒤지다가 탑의 거대한 시계를 조작하며 "허드서커에 관한 거의 모든 것을 아는" 모세스를 만난다. 그는 그녀에게 머스버거의 음모를 말해주고, 그녀는 그 이야기를 자신의 편집장에게 가져가지만, 그는 믿지 않는다.
허드서커 산업의 다른 임원들은 노빌의 발명품이 실패하여 회사의 주식을 더욱 하락시킬 것을 기대하며 생산하기로 결정한다. 그러나 그 발명품은 훌라후프로, 처음에는 무명으로 실패했지만 엄청난 성공을 거둔다.
노빌은 성공에 자만하여 또 다른 무정한 거물이 된다. 그의 순진한 매력에 빠졌던 에이미는 노빌의 새로운 태도에 분노하여 그를 떠난다. 열정적인 엘리베이터 운전사 버즈는 새로운 발명품인 구부러지는 빨대를 제안하며, 버즈는 이를 "버즈-서커"라고 부른다. 노빌은 그 아이디어를 모욕하고, 일자리가 필요하다는 버즈의 간청을 무시하며 잔인하게 그를 해고한다.
한편, 허드서커의 청소부 알로이시우스는 에이미의 진짜 신분을 알아내고 머스버거에게 알린다. 머스버거는 노빌에게 에이미의 비밀 신분을 폭로하고 새해 이후에 그가 사장직에서 해고될 것이라고 말한다. 머스버거는 또한 노빌이 미쳤으며 지역 정신병원으로 보내져야 한다고 이사회를 설득한다.
신년전야에 에이미는 술에 취한 노빌을 비트닉 바에서 발견한다. 그녀는 사과하지만, 그는 뛰쳐나가 버즈가 이끄는 성난 군중에게 쫓긴다. 노빌은 허드서커 마천루의 꼭대기 층으로 탈출하여 우편물실 유니폼으로 갈아입는다. 그는 난간으로 기어 올라가고, 알로이시우스는 그를 밖에 가두고 자정에 그가 미끄러져 건물에서 떨어지는 것을 지켜본다.
노빌이 추락하는 동안 모세스는 건물 내 거대한 시계를 멈춰 시간을 멈춘다. 워링 허드서커는 천사의 모습으로 노빌에게 나타나, 머스버거에게 전달되었어야 할 파란 편지(여전히 노빌의 유니폼 주머니에 있음)를 읽으라고 말한다. 그 편지에는 허드서커의 주식을 대중에게가 아니라 자신의 직계 후임 사장에게 양도하라는 지시가 담겨 있었다. 이것은 머스버거가 될 수도 있었지만, 이를 알지 못한 그는 노빌을 선출하려는 계획을 진행했다.
건물 내부의 거대한 시계 안에서 모세스는 알로이시우스와 싸워 그를 물리친다. 노빌은 안전하게 땅으로 내려온다. 그와 에이미는 화해한다. 1959년이 진행되면서 머스버거는 자살을 시도하고 정신병원에 보내지는 반면, 노빌은 아이들을 위한 새로운 발명품을 개발하는데, 이는 결국 원반 장난감으로 밝혀지는 또 다른 수수께끼의 원이었다.

## 한국판 성우진(KBS) (1997년 10월 26일)
- 오세홍 - 노빌 반즈(팀 로빈스)
- 서혜정 - 에이미 아처(제니퍼 제이슨 리)
- 유강진 - 시드니 마스버거(폴 뉴먼)
- 주호성 - 허드스커 회장(찰스 더닝)
- 안종국 - 모스(빌 코브스) / 재단사(어니스트 사라시노) / 대통령
- 황원 - 이사회 인원(로이 브록스미스) / 과학자(존 굿맨)
- 조달호 - 이사회 인원(존 와일리) / 우편실 직원(패트릭 크랜쇼)
- 김정경 - 이사회 인원(존 스캔란) / 파티 초대 손님(조셉 마커스)
- 탁원제 - 신문사 국장(존 머호니) / 이사회 인원(리처드 우드스) / 우편실 직원 / TV 방송 음성
- 나수란 - 마스버거의 비서(메리 루 로사토) / 파티 초대 손님(캐슬린 퍼킨스)
- 노민 - 이사회 인원(I. M. 홉슨) / 음식점 직원(존 사이츠) / 해설
- 성선녀 - 마스버거의 부인(일리노어 글로그너) / 음식점 종업원(린다 맥코이)
- 조동희 - 신문사 직원(브루스 캠벨) / 이사회 인원(제롬 뎀시)
- 장승길 - 버즈(짐 트루-프로스트) / 우편실 직원(크리스토퍼 다가)
- 김익태 - 바텐더(스티브 부세미) / 우편실 직원 / 신문사 직원 / 이사회 인원
- 성창수 - 음식점 손님(죠 그리파시) / 회사 직원